# Алексеевка (Перелюбский район)
Алексеевка — село в Перелюбском районе Саратовской области России. Входит в состав Кучумбетовского муниципального образования.

## География
Село находится в юго-восточной части района, в пределах Сыртовой равнины, на правом берегу реки Солянка, на расстоянии примерно 17 километров (по прямой) к юго-востоку от села Перелюб.

## Население
| 2010 |
| ---- |
| 3    |

Гендерный состав
По данным Всероссийской переписи населения 2010 года всё население села составляли мужчины.
Национальный состав
Согласно результатам переписи 2002 года, в национальной структуре населения русские составляли 64 %, аварцы — 29 % из 14 человек.